# Unterströmungstheorie
Als Unterströmungstheorie (auch Subfluenztheorie) werden eine Reihe von geotektonischen und geophysikalischen Hypothesen zusammengefasst, die die Möglichkeit von großräumigen Fließbewegungen unterhalb der starren Erdkruste behandeln. Die Bewegungen von zähplastischen, magmatischen Massen im Untergrund sollen hierbei für die geotektonischen Großstrukturen an der Erdoberfläche verantwortlich sein, wie Faltengebirge, Tiefseerinnen und regionale Spaltensysteme. Aus solchen Vorstellungen entwickelte sich etwa seit den 1960er Jahren, im Rahmen der Plattentektonik, das Modell der Mantelkonvektion.

## Unterströmungen im Rahmen der Geosynklinaltheorie
Das Konzept der Unterströmungen geht auf den österreichischen Geologen Otto Ampferer zurück. Bereits 1906 entwickelte er bezüglich der Alpen die Hypothese, dass es sich bei der oberen Erdkruste mit ihrer Sedimentdecke nur um eine relativ dünne, nachgiebige Schicht handele, die auf Gesteinsschmelzen schwimmt (ähnlich wie die Haut auf gekochter Milch). Durch abwärts gerichtete Magmenströme werde die überlagernde Kruste mitgezogen, was zu intensiver Einengung und Überschiebung der Gesteinsschichten in den Faltengebirgen führe. Allerdings fand diese Hypothese zunächst nur wenig Beachtung in der Fachwelt, da sie den genauen Ablauf der Gebirgsbildung in den Alpen nicht befriedigend zu erklären vermochte. Außerdem machte Ampferer keine Aussagen über die Ursachen der Massenbewegungen.
Der Grazer Geophysiker Robert Schwinner (1878–1953) entwickelte hingegen seit 1919 die Vorstellungen von thermisch bedingten Konvektionsströmen in der Unterkruste (bzw. im Oberen Erdmantel), die durch das Wärmegefälle zwischen Erdkern und Erdkruste erzeugt werden. 1935 sprach Schwinner in diesem Zusammenhang von einer „Friktionskupplung“ zwischen dem in einer Tiefe von bis zu etwa 400 km fließenden Magma und der überlagernden Erdkruste. Er vermutete, dass sich die Faltengebirge dort bildeten, wo erkaltende Magmen unter die „Kühlböden“ der Ozeane absinken, und Krustengestein mit in die Tiefe ziehen (Zyklone), während unter den Kontinenten erhitzte Magmen aufsteigen, die in vulkanisch aktiven Regionen austreten und an der Oberfläche zu deutlichen Zerrungs- und Brucherscheinungen in der Kruste führen (Antizyklone).
Noch bis in die 1960er Jahre hinein wurde versucht, das Konzept der magmatischen Unterströmungen in das klassische geotektonische Modell der Geosynklinaltheorie zu integrieren. Ernst Kraus (1889–1970) unterschied dabei Konvektionsströme in der Unterkruste (Hyporheon), von einem zweiten, tiefer gelegenen System von großräumigen Konvektionszellen (Bathyrheon). Die Bildung tektonischer Großstrukturen, wie Inselbögen oder die auffällig geschwungenen Formen vieler Faltengebirge (zum Beispiel des Karpatenbogens), führte er dabei auf die Summierung bzw. Differenzierung von jeweils gleichsinnigen oder gegensinnigen Strömungsbewegungen in Hyporheon und Bathyrheon zurück. Grundsätzlich postulierte er die Gebirgsbildung in schmalen, langgestreckten Senkungströgen (Geosynklinalen) unter dem Einfluss absinkender Konvektionsströme.
Der Vulkanologe Alfred Rittmann machte aufsteigende, viskose Konvektionsströme für die Anhebung der kontinentalen Kruste („Sial“) verantwortlich. Der aus der Entblößung der kontinentalen Schilde resultierende Abtragungsschutt sammele sich dann in den Tiefseerinnen im Grenzbereich zwischen kontinentaler und ozeanischer Kruste („Sima“). Anders als in der klassischen Geosynklinaltheorie machte Rittmann jedoch nicht hauptsächlich das zusätzliche Gewicht der angehäuften Sedimente für das weitere Einsinken der Geosynklinale verantwortlich, sondern zunächst kontinentwärts absinkende Masseströme. In einem selbstverstärkenden Prozess werde hierdurch die kontinentale Kruste noch weiter herausgehoben usw. Durch die Verfrachtung solch kühleren Krustenmaterials in die Tiefseerinne käme es zu einer Störung des thermischen Gleichgewichts in der Magmenzone und zusätzlich zu ozeanwärts gerichteten Ausgleichsströmungen, die sich nun mit den kontinentwärts gerichteten vereinigten und absänken. Schließlich führe dies zur Bildung eines „Sial-Wulstes“ in der Tiefe, und zu einer Verschluckung (Subduktion) sowohl von ozeanischer, als auch von kontinentaler Kruste, zur Faltung der angehäuften Sedimente, zur Umwandlung und zur Aufschmelzung der Gesteine, die wiederum als Magma an Konvektionsströmen teilnähmen. Die Störung des isostatischen Gleichgewichts durch den hinabgezogenen, relativ leichten Sial-Wulst werde schließlich durch die Hebung des ganzen gefalteten Komplexes behoben, die eigentliche Gebirgsbildung.
Ein weiterer Verfechter dieser Theorie war der Geologe Hans Georg Wunderlich, der die Konvektionsströmung als das „Wetter des Erdinnern“ beschrieb.

## Unterströmungen im Rahmen der Plattentektonik
Seit dem Paradigmenwechsel in den Geowissenschaften, weg von der Geosynklinaltheorie, hin zur Plattentektonik, wurden zahlreiche Vorschläge gemacht, wie das Konzept der magmatischen Unterströmungen in das neue geotektonische Modell integriert werden könnte. Neben die Methoden der Geophysik (Seismik) und der experimentellen Petrologie traten hierbei zunehmend auch Computersimulationen.
Zunächst wurden Modelle favorisiert, bei denen aufsteigende Ströme unterhalb der Mittelozeanischen Rücken und kontinentaler Riftsysteme lagen, und absteigende Ströme unterhalb der Subduktionszonen. Andererseits wurde die Gestalt der Unterströmungen vermehrt als walzen- zylinder- oder kegelförmig betrachtet, also in Gestalt eines geschlossenen Rotationskörpers, was geometrisch nicht leicht mit dem erstgenannten Modell in Übereinstimmung zu bringen ist.
Ebenso herrschte lange Uneinigkeit über die Energiequelle(n), die die Unterströmungen antreiben. Es wurde die Wärmeentwicklung durch radioaktiven Zerfall vorgeschlagen, oder durch physikalisch-chemische Phasenübergänge in der Kristallstruktur bestimmter Minerale. Andere Autoren hielten eine Wärmezufuhr von unten für überflüssig, allein die Abkühlung von oben sei ausreichend, um die Konvektionswalzen in Gang zu setzen, oder man schlug einen rein mechanischen Vorgang vor. In den 1970er Jahren wurde auch eingehend diskutiert, ob sich Konvektionsströme nur im Oberen Mantel bilden, oder im gesamten Mantel. Modelle mit ein, zwei oder drei übereinander liegenden Strömungsstockwerken wurden vorgeschlagen. Keith Runcorn vermutete, dass sich die Zahl und die Gestalt der Masseströme im Laufe der Erdgeschichte verändert hat, und das der Hinabtransport von schweren (eisen- und nickelreichen) Mineralen durch Konvektionsströme zur Vergrößerung des Erdkerns beitrug. Thomas Nelson und Peter Temple vermuteten hingegen einen einzigen Hauptstrom, mit Rotationspolen in der Nähe der Erdpole, der sich in östlicher Richtung durch den gesamten Oberen Mantel bewege.
Nazario Pavoni (1969) rechnete mit zwei sich gegenüberliegenden, Hauptzentren von aufsteigenden Strömungen, unter Afrika und unter dem Pazifischen Ozean. Dieses Modell wurde 1987 von Gerhard Bischoff allgemeinverständlich beschrieben. Die Dehnung an den Mittelozeanischen Rücken vollzieht sich demnach nur auf dem sich bewegenden Mantelmaterial. Es steigt somit kein Material der Asthenosphäre unterhalb des Mittelozeanischen Rücken auf, sondern fließt nur unterhalb des Meeresbodens entlang. Hiermit sollte erklärt werden, warum die Afrikanische Platte fast ausschließlich von Mittelozeanischen Rücken umgeben ist, und die dort entstehende neue ozeanische Kruste nirgends subduziert wird, während die Pazifische Platte fast vollständig von Subduktionszonen umgeben ist (dem „pazifischen Feuergürtel“) und keinerlei kontinentale Kruste enthält.